# Corgi Toys

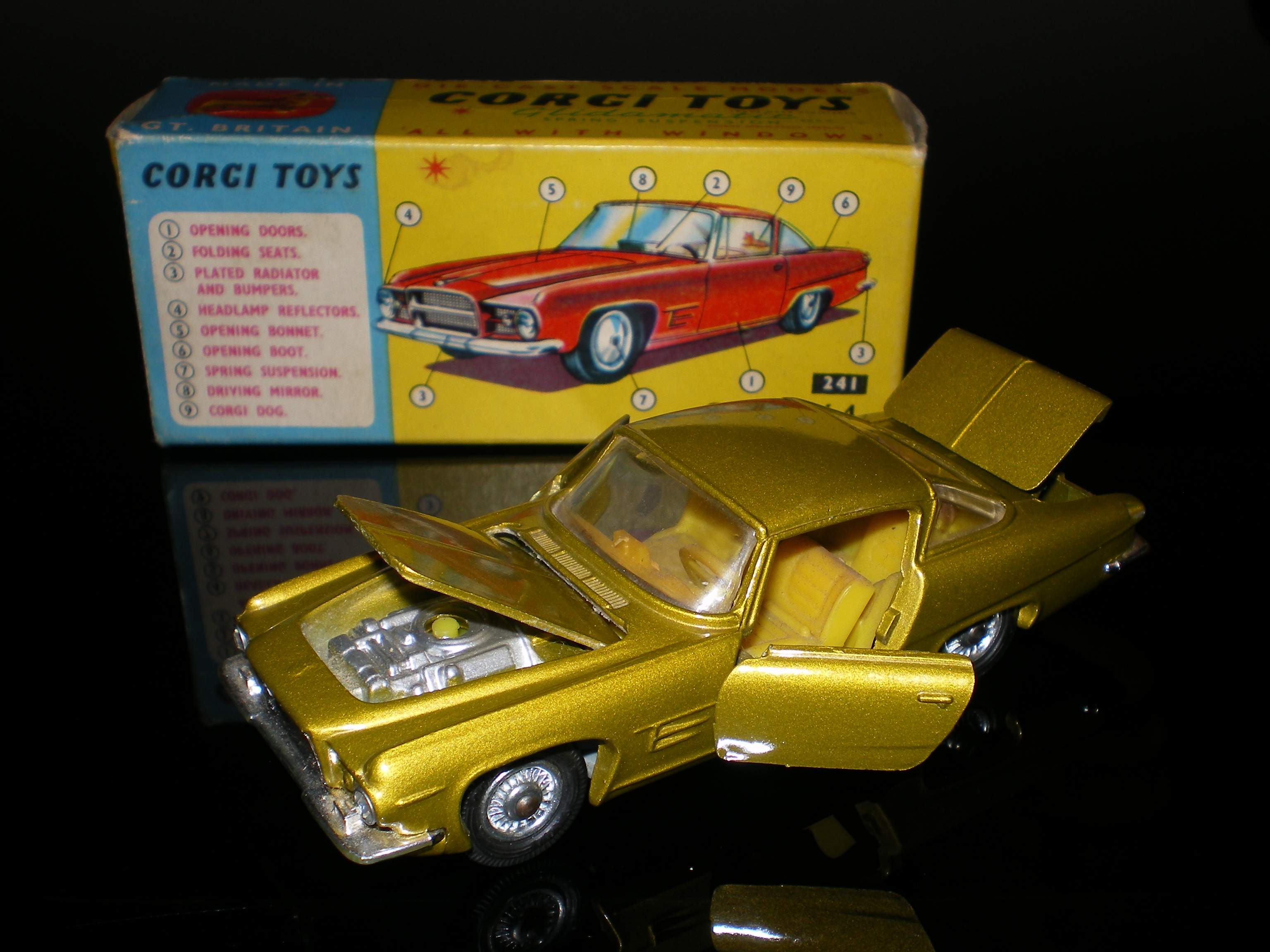
Corgi Toys nr. 241 Ghia L6.4

Corgi Toys (varumärke) är namnet på en rad leksaksbilar tillverkade av Mettoy Playcraft Ltd i Storbritannien. Företaget grundades 1933 av den tyske emigranten Philip Ullmann i Northampton, England, där han senare fick sällskap av den sydafrikanskfödde tysken Arthur Katz, som tidigare arbetat för Ullmann och hans leksaksföretag Tipp & Co i Nürnberg. De bestämde sig för att marknadsföra en rad leksaksbilar som konkurrent till Meccanos Dinky Toys-bilar som hade dominerat den brittiska marknaden i många år. Corgi Toys lanserades 1956 som en ny serie formgjutna leksaksbilar. Bilarna blev snart en stor hit eftersom de vid den tiden var de enda leksaksbilarna på marknaden som hade genomskinliga plastfönster. Snart blev de kända som "de med rutorna".
Corgi Toys tillverkades i Swansea i Wales i 27 år innan företaget gick i konkurs.
Ett finansbolag ombildade företaget som Corgi Toys Limited i mars 1984. 1989 sålde ledningen varumärket Corgi till Mattel och fabriken behölls under namnet "Microlink Industries Ltd". 1995 återfick Corgi sitt oberoende som ett nytt företag, Corgi Classics Limited, och flyttade till nya lokaler i Leicester. Varumärket Corgi förvärvades av Hornby 2008.